# Analcima
La analcima es un mineral de fórmula química Na(AlSi2O6)·H2O. Pertenece a la clase Silicatos, subclase tectosilicatos.
Sus singulares características cristalográficas la convierten en un mineral de especial interés científico. Por otro lado, sus espectaculares cristales son muy valorados dentro del mundo del coleccionismo.
La analcima pertenece al grupo de las zeolitas, una amplia familia de minerales hidratados entre los que se incluyen la estilbita, la heulandita o la natrolita. Todas las zeolitas presentan una estructura cristalina basada en el tetraedro del óxido de silicio. Dicha estructura ofrece una singular disposición espacial de los átomos en la red cristalina, en la que quedan espacios abiertos y libres que comunican al exterior mediante unos poros por los que pueden penetrar diversas sustancias o elementos.
Pese a que probablemente la amalcina se conocía ya desde mucho tiempo antes, no fue hasta finales del siglo XVIII cuando fue descrita para la ciencia por el mineralogista francés Dolomieu.

## Etimología
El nombre de la analcima deriva del vocablo griego analkis, que sígnifica "débil", "sin fuerza", y hace referencia a la escasa capacidad de este mineral de adquirir una carga electrostática mediante frotamiento.

## Presencia
La analcima pertenece a la amplia subclase de los tectosilicatos y es un mineral típico de las rocas volcánicas, donde aparece recubriendo, con grandes y llamativos cristales, las paredes de las cavidades que se forman en este tipo de rocas. 

## Impurezas
Aunque la analcima es un mineral incoloro, no es raro encontrar ejemplares blancos o con débiles tonalidades verdes, grisáceas o rosadas, a causa de las impurezas. Algunas de las más frecuentes son el potasio, el calcio y el magnesio, además del agua. Estos elementos pueden introducirse entre los cristales de la anaclima debido a la existencia de poros en la red cristalina, lo cual dificulta la definición de la composición química de una muestra determinada.

## Similar a la leucita
La composición química de la analcima, al igual que su aspecto externo, es similar a la de otro mineral, la leucita, y lo mismo sucede con las zonas en las que aparece. Estas coincidencias entre ambos minerales hace que en ocasiones resulte difícil diferenciarlos en un examen somero. Para una identificación segura es preciso someter el mineral a análisis de laboratorio.

## Forma característica de los cristales
Una de las principales características de la analcima es que se trata de uno de los pocos minerales que posee un tipo especial y casi propio de cristales. En efecto, únicamente los granates y la leucita formada a altas temperaturas comparten con la analcima la singularidad de la cristalización en forma de trapezoedros. 
El trapezoedro es una figura geométrica formada por veinticuatro caras con forma de trapezoide y que corresponden aproximadamente a la tercera parte de la cara de un octaedro sencillo. Esta estructura cristalina, basada en el tetraedro del óxido de silicio, se muestra en ocasiones con unos tamaños sorprendentes, y son estos grandes y diáfanos cristales, que aparecen asociados a una matriz, casi siempre de basalto, los que mayor interés tienen para los coleccionistas de minerales y, en consecuencia, los que alcanzan un mayor precio en el mercado.
De todas maneras, esta no es la única forma en la que se presenta este mineral, que también aparece en forma de cubos con los vértices truncados, así como de masas granulares y compactas o incluso de formaciones laminares incrustantes.

## Aplicaciones
La espectacularidad de algunos cristales de analcima (pueden alcanzar el tamaño de un puño) ha hecho que la mineralogía y el coleccionismo sean los ámbitos en los que mayor reconocimiento ha alcanzado este mineral.
Sin embargo, no son éstos los únicos usos de la analcima. Ha sido en las últimas décadas cuando más se han desarrollado sus aplicaciones industriales. 

### Filtro molecular
La presencia de poros y canales en el interior de la estructura cristalina de la analcima permite su empleo en determinados procesos químicos, donde actúan como filtros o tamices moleculares. La base de esta aplicación es la capacidad de algunas moléculas para penetrar en el interior del mineral y ser eliminadas, de esta forma, de soluciones en las que actúan como impurezas. 
Uno de los procesos en los que tanto este mineral como otras zeolitas son empleados con cierta frecuencia es la eliminación de moléculas de agua en las mezclas de hidrocarburos derivados del petróleo.

### Fertilizante agrícola
La analcima es un buen fertilizante y descontaminante del suelo. Su uso en agricultura y ganadería es muy amplio: se emplea en como nutriente para el crecimiento del ganado y también en acuicultura para combatir los hongos y bacterias.

## Curiosidades
-Si se calienta un cristal de analcima en una probeta, desprende vapor de agua con gran rapidez.
-La analcima funde con facilidad y produce un vidrio transparente rico en sodio.

## Dónde se encuentra
Los principales países productores de analcima son Italia, Australia, Estados Unidos, Canadá, Islandia y Suiza. 
Los yacimientos de analcima se encuentran repartidos por la práctica totalidad del planeta, aunque los más importantes se localizan en la zona de las Islas Cíclopes (Italia), en algunas regiones de Australia, en Colorado, Oregón y Nueva Jersey (Estados Unidos), en Quebec (Canadá), en Islandia, en la costa oeste de Rusia y en Suiza.
- Datos: Q239589
- Multimedia: Analcime / Q239589